# Pallavolo ai XXVIII Giochi del Sud-est asiatico
La pallavolo ai XXVIII Giochi del Sud-est asiatico si è disputata durante la XXVIII edizione dei Giochi del Sud-est asiatico, che si è svolta a Singapore nel 2015.

## Podi
| Evento                         | Oro        | Argento | Bronzo              |
| Pallavolo maschile (dettagli)  | Thailandia | Vietnam | Indonesia Birmania  |
| Pallavolo femminile (dettagli) | Thailandia | Vietnam | Indonesia Singapore |